# Bellen (Mali)
Pour les articles homonymes, voir Bellen.
Bellen est une commune rurale du Mali de l'arrondissement de Doura, dans le cercle de Farako et la région de Ségou. Elle a pour chef-lieu la localité de Sagala.

## Villages et hameaux
La commune s'étend sur 9 localités relevées lors du recensement général de 2009. 
Les villages les plus peuplés sont :
- Sagala (3 029 habitants) ;
- Chokoun (896 habitants) ;
- Toima (745 habitants).

La loi 2023-007 attribue à la commune 11 villages, fractions ou quartiers :
- Sagala
- Chokoun
- Godjitouréla
- Tomona
- Toïma
- Tountouroubala
- Ouerté
- Gawatou
- Daouna
- Farani-Gougia
- Godjicoro